# TLC: Tables, Ladders & Chairs 2014
TLC: Tables, Ladders & Chairs (2014) was een professioneel worstel-pay-per-view (PPV) en WWE Network evenement dat georganiseerd werd door de WWE. Het was de 6e editie van TLC: Tables, Ladders & Chairs en vond plaats in het Quicken Loans Arena in Cleveland, Ohio op 14 december 2014.

## Wedstrijden
| Nr.                                                                          | Match                                                                                                   | Winnaar(s)                                 |
| ---------------------------------------------------------------------------- | --- | ------------------------------------------ |
| 1                                                                            | The New Day (Big E, Kofi Kingston, Xavier Woods) vs. Gold & Stardust in een tag team match              | The New Day                                |
| 2                                                                            | Luke Harper (c) vs. Dolph Ziggler in één-op-één match voor het WWE Intercontinental Championship        | Dolph Ziggler (nc)                         |
| 3                                                                            | The Miz & Damien Mizdow (c) vs. The Usos in een tag team match voor het WWE Tag Team Championship       | The Usos; diskwalificatie Miz & Mizdow (c) |
| 4                                                                            | Erick Rowan vs. Big Show in een Chairs match                                                            | Big Show                                   |
| 5                                                                            | John Cena vs. Seth Rollins (met Jamie Noble & Joey Mercury) in een Tables match                         | John Cena                                  |
| 6                                                                            | Nikki Bella (c) (met Brie Bella) (c) vs. AJ Lee in een één-op-één match voor het WWE Divas Championship | Nikki Bella (c)                            |
| 7                                                                            | Ryback vs. Kane in een Chairs match                                                                     | Ryback                                     |
| 8                                                                            | Rusev (met Lana) (c) vs. Jack Swagger in een één-op-één match voor het WWE United States Championship   | Rusev (c)                                  |
| 9                                                                            | Dean Ambrose vs. Bray Wyatt in een Tables, Ladders and Chairs match                                     | Bray Wyatt                                 |
| (c) huidige kampioen voor en na de match \| (nc) nieuwe kampioen na de match | |                                            |